# آیازینی (احسانیه)
آیازینی (به ترکی استانبولی: Ayazini) یک منطقهٔ مسکونی در ترکیه است که در احسانیه واقع شده‌است. آیازینی ۹۳۰ نفر جمعیت دارد.